# Zelkova abelicea
La zelkova cretese (Zelkova abelicea (Lam.) Boiss.) è una pianta legnosa appartenente alla famiglia delle Ulmaceae, endemica dell'isola di Creta.

## Descrizione
Si presenta generalmente come un cespuglio fortemente ramificato, anche se può diventare con gli anni un vero albero, alto fino a 15 m.
Le foglie sono piccole (lunghe tipicamente da 1 a 4 cm), ovali, appuntite, a margine crenato.
I fiori, piccoli e profumati, sono maschili o ermafroditi.

## Distribuzione e habitat
Zelkova abelicea cresce sulle montagne di Creta, ad altitudini comprese tra 850 e 1700 m circa.
È considerata un relitto terziario, residuo di una più ampia diffusione in tempi remoti.
La Lista Rossa IUCN la include tra le specie in pericolo (Endangered).